# چیزی هست
چیزی هست (به هندی: Kucch To Hai) فیلمی محصول سال ۲۰۰۳ و به کارگردانی آنوراگ باسو و آنیلوی. کومار است. در این فیلم بازیگرانی همچون توشار کاپور، ایشا دئول، آنیتا حسناندانی ریدی، یاش تونک، وراجش هیجری، جانی لور، ریشی کاپور، مون مون سان و جیتندرا ایفای نقش کرده‌اند.